# Roman Erben
Pour les articles homonymes, voir Erben.
Roman Erben, né à Prague le 3 octobre 1940, est un poète, essayiste, peintre, artiste, photographe, designer et typographe tchèque.

## Biographie
À partir de 1964, Roman Erben participe aux activités du groupe surréaliste de Prague. En 1972, il collabore à la revue Phases, créée en 1954 par notamment Édouard Jaguer.

## Œuvre
Tant sur le plan de l'écriture où il invente parfois un argot personnel, que sur le plan plastique quand il détourne, par des collages, des gravures traditionnelles ou des modes d'emploi techniques, Roman Erben « parodie la vulgarité ambiante tout en la portant à un niveau mythique ».